# Hospodářská úvěrní banka pro Čechy
Hospodářská úvěrní banka pro Čechy (též Hospodářská úvěrní banka pro Čechy v Praze, Hospodářská úvěrní banka pro Království české či Landwirthschaftliche Creditbank für Böhmen) byla akciový peněžní ústav, zřízený roku 1867. Protokolována byla česky a německy a své filiálky zřídila v Benešově, Plzni a Jihlavě.  Dle prospektu vydaného v Praze 22. listopadu 1866 měla Hospodářská úvěrní banka za úkol sloužit potřebám zemědělství a zemědělského průmyslu a okolnost, že mezi zakladateli měla převahu šlechta, ukazuje, že měla být bankou v první řadě velkostatkářskou, vnějším rázem sice německou, ale ve vedení svém dvojjazyčnou (česko-německou), a tedy ne nepřátelskou hospodářským snahám Čechů. Dle svých stanov měla Hospodářská úvěrní banka pro Čechy za účel poskytovat peněžní prostředky držitelům hospodářských pozemků v Čechách a průmyslníkům, kteří byli s těmito v bezprostředním spojení. Hospodářská úvěrní banka udělovala úvěr jen osobám, které se jevily způsobilými k tomu vzhledem k jejich “hospodářské držebnosti v zemi české aneb ku spojenému s ní průmyslu hospodářskému.”
Hned od počátku provozovala nejstarším odvětví obchodu se zbožím u českých obchodních bank, to jest komisionářský obchod s cukrem.  Ve statutárním účelu bankovním byla i emise vlastních obligací. Hospodářská úvěrní banka byla dle stanov oprávněna k emisi hypotečních listů důchodových (Hypotheken-Rentenscheine) v kusech po 200, 1000, 2000 a 10.000 K s maximální dobou oběhu 5 let na podkladě hypotečních zápůjček. Koncem r. 1911 bylo jich v oběhu za 2,530.400 K.
Roku 1897 byla Hospodářská úvěrní banka pro Čechy v Praze jedním z dvanácti účastníků Účtovacího (vypořádacího, clearingového) sdruženi při filiálce Rakousko-uherské banky. Ostatními účastníky byly  Rakousko-uherská banka, C. k. priv. česká banka Union, Česká eskomptní banka, Spořitelna česká, Filiálka Anglo-rakouské banky, Filiálka cis. král. priv. banky pro země rakouské, Filiálka c. k. priv. rak. úvěrního ústavu pro obchod a průmysl, Filiálka Vídeňské bankovní jednoty, Úvěrní banka v Kolíně filiálka v Praze, Zemská banka království českého, Živnostenská banka pro Čechy a Moravu.
Hospodářská úvěrní banka pro Čechy v Praze patřila mezi zakládající členy Hospodářské společnosti pro Království české.

## První valné shromáždění
Hospodářská úvěrní banka česká v Praze otevřela své první kanceláře roku 1868 na Svatováclavském trhu číslo 832-II., v domě „u Císařských 11” na rohu do Jindřišské ulice. Zde byla i právně uvedena v život prvním valným shromážděním akcionářů banky 28.12.1867.
Ze 103 akcionářů, k hlasování oprávněných,  se k prvnímu valnému shromáždění se dostavilo 68. Shromáždění zahájil předseda zakládajícího komitétu p. hrabě Albert Nostic. V řeči zaznělo: “ Však stihne-li našeho polního hospodáře neúroda neb nehoda jiná, tuť rázem je na mizině. V nešťastných okolnostech takových hledá ubohý pomoci u lichvářův a v prodeji z nouze. …Aby takovýmto politování hodným okolnostem dle možnosti se odpomohlo, sestoupil se zvláštní výbor, aby zarazil hospodářský úvěrní bank. … Dne 18. března 1866 odbýval výbor první schůzi, v níž vytknul si za úkol, činiti prostředníka mezi hospodáři polními, již peníze nabízejí a těmi, kteří peněz hledají. V listopadu r. 1867 došlo na konečné schválení stanov, dle vůle vlády opravených. Upisováním na akcie mezi tím zavedeným sehnáno téměř půl milionu zlatých, při čemž se s zúčastnil  největší částkou 100.000 zl. J. M. český král Ferdinand co zakladatel."
Shromáždění schválilo  činnost zakládajícího komitétu a zvolilo 12 členů správní rady a výboru revisorů: Zvoleni byli: do správní rady  pp.: hrabě Karel Rothkirch, hospodářský rada A. E. Komers, sládek J. M. Šáry, továrník Macháček, Grund Ant., Lippmann Alexandr a JUDr. Jaroslav Rilke, hr. Albert Nostic a kníže Josef Lobkovic, J. Moser, svob. p. Bedřich Werner Riese-Stallburg a Karel Bamberger. Do výborů revisorů pp.: Sigmund Schlesinger, Jakub Freund a Julius rytíř ze Sonnensteinů. Za předsedu banku zvolen 10 z 11 hlasů p. hrabě Albert Nostic, za prvního náměstka předsedova p. J. Moser 8 a za druhého p. J. M. Sáry 9 hlasy.